# Harvest Moon DS: Island of Happiness
Harvest Moon DS: Island of Happiness (牧場物語　キミと育つ島 Bokujō Monogatari: Kimi to Sodatsu Shima, lit. Farm Story: The Island Grows With You) là trò chơi video mô phỏng do Marvelous Interactive Inc. xuất bản và phát triển tại Nhật Bản ngày 1 tháng 2 năm 2007, Natsume phát hành tại Bắc Mỹ độc quyền cho Nintendo DS. Đây là phần thứ ba của loạt Story of Seasons trên DS cũng là phần đầu tiên không có người sáng tạo của loạt là Wada Yasuhiro tham gia.
Harvest Moon DS: Island of Happiness cũng đánh dấu lần thứ hai loạt phân nhánh nhân vật chính trong một câu chuyện đang diễn ra, vì trò chơi không còn đi theo mạch nối tiếp trước đó. Bên cạnh đó là Harvest Moon DS: Sunshine Islands, cũng theo chân hai nhân vật chính mới là Mark và Chelsea. Các phần trước đây đều được kết nối với nhau bằng một câu chuyện tương tự nhau, như là nói về những thế hệ nông dân tiếp theo.

## Câu chuyện
Ở phần đầu, người chơi (chọn nhân vật nam, Mark, hoặc nhân vật nữ, Chelsea) bị đắm tàu cùng một gia đình bốn người và trôi dạt lên một hòn đảo hoang. Có vẻ như hòn đảo này từng có dấu hiệu của sự sống, nhưng không ai biết điều gì đã xảy ra.
Thay vì rời bỏ hòn đảo, người chơi quyết định ở lại trồng trọt chăn nuôi, phát triển hòn đảo để thu hút dân làng mới (giống như Harvest Moon: Magical Melody), những người cung cấp dịch vụ ở đất liền về mặt nông nghiệp hoặc trang trại.

## Cách chơi
Harvest Moon DS: Island of Happiness phụ thuộc hoàn toàn vào màn hình cảm ứng để tương tác. Ngươi chơi phải sử dụng bút stylus để di chuyển, nhặt các vật phẩm và tương tác với những người khác trên đảo. Các nút và bàn điều hướng chỉ được sử dụng cho việc trang bị các công cụ.
Mức độ khó của trò chơi cũng tăng lên. Lợi nhuận phụ thuộc nhiều vào thời tiết vốn không thể đoán trước, các mối quan hệ khó xây dựng hơn và việc xây dựng các tòa nhà mới là vô cùng tốn kém.
Thay vì thu thập 101 thần lùn như trong Harvest Moon DS (và DS Cute), Island of Happiness khuyến khích người chơi phát triển hòn đảo để thu hút nhiều người đến ở. Có hơn 90 người để "thu thập", với 70 người trong số đó là những nhân vật không có khuôn mặt, yêu cầu bạn hoàn thành nhiệm vụ để mở khóa.

### Động vật
Gia súc có thể nuôi trong trang trại bao gồm bò cho sữa, gà cho trứng và cừu cho len.
Động vật có thể làm việc gồm có một con chó và con ngựa, có thể mua sau khi đáp ứng các tiêu chí nhất định. Con chó bảo vệ gia súc, và con ngựa dùng để cưỡi và sử dụng trong công việc đồng áng.

### Kết hôn
Giống như các trò chơi khác trong loạt Harvest Moon, người chơi chỉ có thể kết hôn khi đã gặp gỡ với tất cả dân làng trong trò chơi. Nếu chọn nhân vật nam, có sáu cô gái độc thân để lựa chọn: Natalie, Phù thủy, Julia, Lanna, Sabrina và Chelsea. Nếu chọn nhân vật nữ, có sáu chàng trai độc thân đủ điều kiện: Vaughn, Denny, Shea, Pierre, Elliot và Mark.
Hai vợ chồng cũng có thể có một đứa con sau khi kết hôn một tháng. Đứa trẻ lớn lên có thể bò, đi chập chững và nói.

## Phát triển
Phần quà dành cho các đơn đặt hàng trước ở Mỹ là một con gà hoặc một con heo nhồi bông phiên bản giới hạn đi kèm với trò chơi khi đặt hàng từ các nhà bán lẻ.
Trò chơi đã bán được khoảng 154.500 bản tại Nhật Bản trong năm 2008, theo Famitsu. Năm 2007, dữ liệu của MediaCreate liệt kê trò chơi đã bán được khoảng 282.000 bản tại Nhật Bản.

## Tiếp nhận
Nintendo Power đã chấm cho Island of Happiness điểm 7.0/10.0, cao hơn điểm của Harvest Moon DS là 6.0. Họ nói rằng việc sử dụng bút cảm ứng không mấy sáng tạo và khiến cho việc di chuyển bị chậm đi. Trong bài đánh giá trước đó, họ đã đề cập đến mức độ phức tạp và công việc đối với những nhiệm vụ đơn giản nhất.
GameSpot chấm điểm trò chơi cũng là 7,0/10,0.
Tracey Lien của Hyper khen trò chơi đã mang lại "những yếu tố gây nghiện tương tự như các trò chơi trước". Nhưng bà cũng chỉ trích "hệ thống điều khiển vụng về khiến ngay cả những nhiệm vụ cơ bản nhất cũng cảm thấy như một việc vụn vặt".